# ジョン・グラント (火薬陰謀事件)
ジョン・グラント（John Grant、1570年 - 1605年1月30日）は、イングランド史において、プロテスタントのイングランド国王ジェームズ1世を暗殺し、カトリックの君主に挿げ替えようとした1605年の過激派カトリック教徒らによる火薬陰謀事件のメンバーの一人。
イングランドのウォリックシャーのストラトフォード＝アポン＝エイヴォン近郊のノーブルック荘園の地主であり、敬虔なカトリック教徒として知られ、スニッターフィールドの自宅ではカトリックの司祭らを匿っていた。妻ドロシーは敬虔なカトリック教徒で後に火薬陰謀事件の同志となるウィンター兄弟の妹であった。また、火薬陰謀事件のメンバーの多くが関わっていた1601年のエセックス伯の反乱にもグラントは加担していた。
1603年にイングランド王としてジェームズ1世が即位すると、多くのカトリック教徒たちはカトリックへの寛容政策を期待していたが、次第に失望に変わった。その一人である過激派のロバート・ケイツビーは貴族院（ウェストミンスター宮殿）で行われる議会開会式にて、議場を大量の火薬をもって爆破し、ジェームズ及び政府要人らをまとめて暗殺した上で、同時にミッドランズ地方で民衆叛乱を起こし、カトリックの傀儡君主を立てることを計画した。
1605年3月までにはグラントは主要メンバーであった義兄トマス・ウィンターに誘われ、メンバーに加わった。ノーブルックはミッドランズに近いことからグラントは同地での反乱における物資調達役を担った。
しかし、陰謀を密告する匿名の手紙に基づき、イングランド当局は計画決行日の前日である1605年11月4日の深夜にウェストミンスター宮殿の捜索を行い、貴族院の地下室にて、大量の火薬とそれを管理していたガイ・フォークスを発見し、計画は露見した。
当時グラントは、王女誘拐の役割を担った「狩猟隊」率いるエバラード・ディグビーと共にダンチャーチで待機していた。失敗を知ったケイツビーらは当初予定通りミッドランズで反乱を起こし最後の抵抗を試みようとし、ダンチャーチで合流すると計画は成功し、ジェームズと、その側近ロバート・セシルは死んだと嘘を伝えた。その後、グラントは仲間と共にウォリック城やウィンザー卿の空き家を襲うなどして物資調達を行ったが、ロンドンの失敗は知れ渡り、反乱に協力や支持する者も現れず、計画は頓挫した。
11月7日の夜、一味はスタッフォードシャーのホルベッチ・ハウスに入るが、そこでグラントは火薬の事故に遭い失明してしまった。夜のうちに何人かの仲間が離脱する中でグラントは留まることを選んだ。
翌8日の早朝に、ホルベッチ・ハウスは、ウスターの州長官率いる200人の部隊に襲撃され、その戦闘の中でケイツビーら何人かは射殺され、グラントら生き残った者はそのまま逮捕され、ロンドン塔に投獄された。
その後、1606年1月27日のウェストミンスター・ホールにおける裁判では起訴事実に対して無罪を主張したが、大逆罪での首吊り・内臓抉り・四つ裂きの刑が宣告された。
同月30日にグラントは他3人の仲間と共にセント・ポール教会堂で処刑された。

## 前半生
ジョン・グラントは1570年頃の生まれで、ウォリックシャーのスニッターフィールド近くのノーブルックに住んでいた。その後、トマス・ウィンターの妹ドロシーと結婚し、息子ウィンター・グラントをもうける。
著述家のアントニア・フレイザーは、彼を憂鬱な人物であると同時にラテン語や他の言語を学んだ知識人だと説明する。彼はカトリック司祭を見つけるために彼の邸宅を捜索する追跡者たちにも毅然とした態度を通し、やがて彼らは諦めてノーブルックから遠ざかった。
グラントは、1601年のエセックス伯の反乱にも関与しており、後の火薬陰謀事件のメンバーたちの何人かとこの時点で面識があった。

## 火薬陰謀事件
1603年にカトリックを弾圧したエリザベス女王が亡くなり、ジェームズ1世がイングランド国王に即位した。彼自身はプロテスタントであったものの、彼の母であるスコットランド女王メアリーはカトリックの殉教者と見なされていたため、イングランド国内のカトリック教徒の多くは彼がカトリックへの寛容政策をとるのではないかと期待していた。実際に即位直後は寛容的な態度を見せたものの、妻アンにローマ教皇から密かにロザリオが贈られたことなどが発覚し、1604年2月にはカトリック司祭の国外退去命令が出されたり、国教忌避者に対する罰金の徴収が再開された。これによりカトリック教徒たちは国王に大いに失望した。その中の一人である過激派のロバート・ケイツビーは、議会開会式にて議場を大量の火薬で爆破してジェームズ及び政府要人をまとめて暗殺し、また同時にミッドランズ地方で反乱を起こしてカトリックの傀儡君主を立てることを計画した（火薬陰謀事件）。
1604年5月には、主要メンバー5名（ケイツビー、トマス・ウィンター、ジョン・ライト、ガイ・フォークス、トマス・パーシー）が最初の打ち合わせを行った。その後、1604年10月にロバート・キーズ、同年12月にトマス・ベイツが一味に加わった。

### 陰謀への参加と役割
年が明けて少なくとも1605年3月25日までに3名が新たに同志として加わり、そのうちの一人がグラントであった（他の2人はロバート・ウィンター、クリストファー・ライト）。
グラントはケイツビーから手紙を受け取ると、オックスフォードの宿屋「キャサリン・ホイール」で開かれた会合に招かれ、ロバート・ウィンターと共に誓いを立てた後、計画を教えられた。
グラントのノーブルックの家は、ウォリックやストラットフォードに近く、ケイツビーが幼少期を過ごしたラップワース（当時はジョン・ライトが所有）にも近く、ミッドランズでの蜂起において理想的な場所であった。
ここでグラントの役割は1605年の夏の間にノーブルックにおいて武器や弾薬を管理することであり、近くのウォリック城から希少な軍馬を調達することも担っていた。
元々の計画ではケイツビーらは1605年2月の議会開会式を狙っていたが、議会は疫病（ペスト）への懸念から10月3日まで延期されてしまった。後の政府の説明では犯人らは1604年12月に貴族院地下へのトンネルを掘っていたとしているが、これに関する証拠はなく、トンネルの痕跡も発見されておらず信憑性は不明である。いずれにしてもグラントはこれに関わっていないようであり、また貴族院地下室の借地権が得られたがために、この計画は事実だとしても不要となった。
その後、1605年7月20日までには貴族院の地下室に大量の火薬樽を運び入れたが、同月に議会の開会は11月5日まで再び延期されることが公布された。
詳細な計画は10月に決定された。11月5日に貴族院で開会式が行われているところに、火薬の管理を担当しているガイ・フォークスが導火線に火をつけてテムズ川を渡って逃走し、議場を爆破する（そしてフォークスは大陸に向かう）。同時にケイツビーらがミッドランズ地方で反乱を起こして傀儡君主とするジェームズの9歳になる娘エリザベス王女を確実に確保するというものであった。
計画実行日の前日である11月4日（月曜日）には、グラントは友人らと共にダンチャーチの宿屋「レッドライオン」で、新たに加わったエバラード・ディグビーら「狩猟隊」と一緒にいるところを目撃されている。翌朝（計画実行日）、一行はミサに参加してから移動した。

### 決行日前夜の露見と逃亡、逮捕
決行日まで10日と迫った10月26日、モンティーグル男爵の元に差出人は不明で陰謀を示唆する警告の手紙が届けられた。彼はこれを即座に国王秘書長官ロバート・セシルに報告し、未だ全貌がわからないものの、陰謀はイングランド当局が感知するところとなった。
決行日前夜の11月4日の深夜、当局が貴族院を探索したところ、その地下室にてガイ・フォークスと大量の火薬が発見された。
フォークス逮捕のニュースを聞いたロンドンに残っていた仲間たちは即座に街を脱出し、ケイツビーらがいるミッドランズに向かった。彼らよりロンドンの状況を知らされたケイツビーは、「狩猟隊」を率いるディグビーらと合流するためにダンチャーチに向かった。11月6日、ケイツビーは計画を諦めず、当初のミッドランズでの民衆蜂起計画に従って物資調達のため、ウォリック城を襲撃した。
当局は犯人一味を割り出すべく、捕らえたフォークスに拷問も辞さない構えで尋問し、11月6日末には司法長官が作成した容疑者リストの中にグラントの名前が登場した。しかし、その翌日に公布された指名手配書にはパーシー、ケイツビー、ルックウッド、トマス・ウィンター、ライト兄弟などの名はあったがグラントのものはなかった。これは、おそらくエドワード・グラントと誤記されていたものと考えられる（同様にケイツビーの使用人トマス・ベイツもおそらくロバート・アッシュフィールドと誤認されていた）。
ウォリック城襲撃後、一味はノーブルックにあるグラントの邸宅に向かい、そこで保管されていたマスケット銃、キャリバー、弾薬を確保した。その後、西に進み、スニッターフィールドを通ってアルセスターに向かい、午後2時頃にハディントンに立ち寄った。翌日の早朝、彼らはニコラス・ハート神父のミサに参加し、神父は彼らの告白を聞いた。フレーザーの見解では誰も長くは生きられないだろうと自覚していたことを示していたとする。
降り止まぬ雨の中で逃亡者たちはヘウェル・グランジにあるウィンザー卿の空き家で武器や弾薬、資金を手に入れた。未だ彼らが期待していた大規模な反乱の目論見は、地元民の反応によって打ち砕かれた。彼らは、反乱者たちの「神と国」のためという意見に対し、「神と国だけではなくジェームズ王も支持している」と答えた。午後10時頃、一行はスタフォードシャーとの州境にあるホルベッチ・ハウスに到着した。疲労困憊の彼らはヘウェル・グランジで奪った火薬を乾かすため火の前に広げたが、ここに火の粉が掛かり、火柱が上がった。この炎にケイツビー、ルックウッド、グラント、そして狩猟隊の一人が飲み込まれた。
グラントはこの炎によって失明した。仲間たちの何人かは夜のうちにホルベッチ・ハウスから逃亡したが、グラントはケイツビー、トマス・ウィンター、ルックウッド、ライト兄弟、パーシーらと共に残った。11月8日未明、ウスターシャー州長官率いる200人規模の追跡隊がアジトを襲撃した。ケイツビーとパーシー、ライト兄弟は殺された。グラントは簡単に捕縛され、負傷したウィンターとルックウッドも同様に捕縛された。

### 裁判と処刑
グラントら生きて捕縛された者たちは、最初、州長官の管理下にあるウスターに連行され、次にロンドン塔に移送された。
1606年1月27日に開かれた公判では、8名の罪人の内、ディグビー以外の全員が「無罪」を主張したが、判決は疑う余地もなく、全員に大逆罪での有罪判決が下り、首吊り・内臓抉り・四つ裂きの刑が宣告された。
死刑の執行は1日4人ずつ2日にわたって行われ、グラントの処刑は最初となる1606年1月30日であった。彼はディグビーとロバート・ウィンターと共に籐製のハードルに縛られ、ロンドンの街中をセント・ポール大聖堂のそばにあるセント・ポール教会の庭（churchyard）まで引き回しを受けた。同日処刑のもう1人トマス・ベイツは平民であったためゲートハウス監獄から引き回された。
最初に処刑台に登ったのはディグビーであり、執行前に短いスピーチを行った。次にウィンターも短い言葉を述べた。グラントは3番目であり、彼は裁判でなぜ死刑を宣告されるべきではないと主張したのかと問われ、「計画はしたが実行はされなかったからだ」と答えた。
グラントは死刑執行人によって絞首綱を目の前にしても自白を拒絶した。これはグラントが唯一であり、ゆえに非難された。その後、静かに梯子を登らされた後、自ら十字を切った直後に絞首刑が執行され、その後の刑も受けた。
残りの4人は翌日、オールド・パレス・ヤードで処刑された。